# Fotovoltaická elektrárna Ralsko

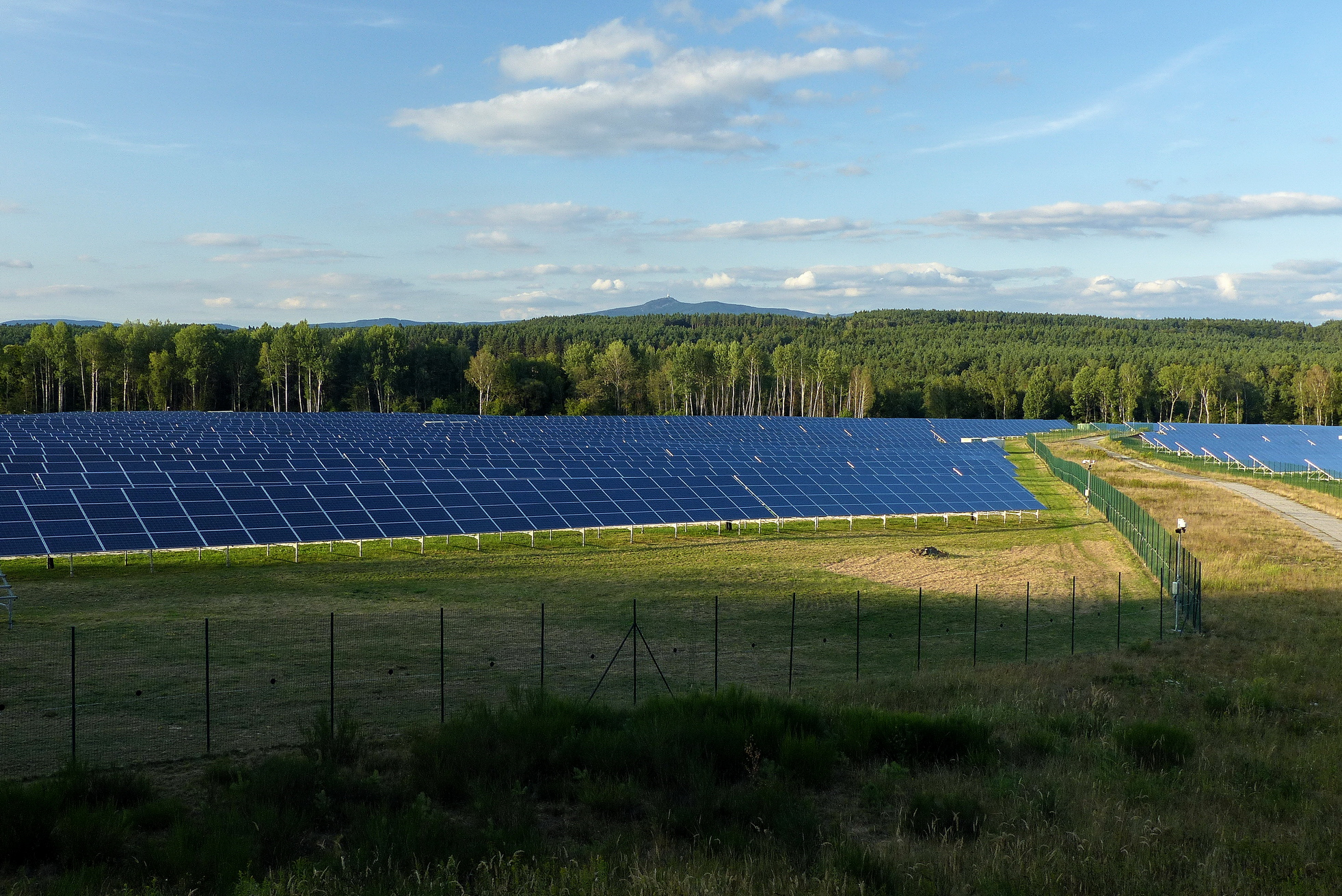
FVE Ralsko Jabloneček Ra 1a, bývalý Chlum, v dáli Ještěd

FVE Ralsko je fotovoltaická elektrárna v oblasti bývalého Vojenského prostoru Ralsko v okrese Česká Lípa. Má instalovaný výkon 55,763 MW a od svého spuštění v prosinci 2010 je největší sluneční elektrárnou v České republice, v době svého spuštění byla zároveň 12. největší fotovoltaickou elektrárnou na světě, do listopadu roku 2012 byla odsunuta novými elektrárnami s vyšším výkonem na 51. místo na světě. Skládá se z pěti menších zdrojů umístěných na území města Ralska (katastrálních území Kuřivody a Jabloneček), města Mimoně a obce Noviny pod Ralskem. Kvůli vysokému průměrnému ročnímu úhrnu sluneční iradiace je zdejší lokace jednou z nejvhodnějších lokalit pro výrobu elektřiny ze slunečního záření v České republice.

## Další údaje
Skládá se ze čtyř menších zdrojů:
- FVE Ralsko Jabloneček Ra 1a (instalovaný výkon 14,269 MW)
- FVE Ralsko Jabloneček Ra 1b (instalovaný výkon 6,614 MW)
- FVE Ralsko Jabloneček Ra 1c (instalovaný výkon 4,517 MW)
- FVE Ralsko Ra 2 Jih (instalovaný výkon 12,869 MW)
- FVE Mimoň Ra 3 (instalovaný výkon 17,494 MW, původně se samostatnou licencí)

Tyto zdroje jsou připojeny k jednomu odběrnému místu v transformovně v TR 110/23 kV Noviny. Zdroje leží u Mimoně, Kuřívod a Jablonečku v prostoru bývalého vojenského prostoru Ralsko. Elektrárnu provozuje společnost ČEZ Obnovitelné zdroje, s.r.o.

## Změna vlastníků
Elektrárnu vlastnila a provozovala společnost 3 L invest a.s., kterou od července 2010 vlastní společnost eEnergy Ralsko a.s. Tu od srpna 2010 vlastnila elektrárenská společnost ČEZ, která ji koupila od společnosti Amun.Re asi za 4,5 miliardy Kč. Ve vedení společnosti Amun.Re zasedal podnikatel Martin Shenar a právníci z advokátní kanceláře MSB Legal (dříve Šachta & Partners), často spojovaní s kontroverzním podnikatelem Ivem Rittigem.
Společnost měla v roce 2009 ztrátu 2000 Kč, v roce 2010 čistý zisk 669 milionů Kč a v roce 2011 zisk 309 milionů Kč. V roce 2012 byla společnost 3 L invest sloučena do společnosti ČEZ OZ uzavřený investiční fond a.s, provozovatelem elektrárny se pak stala společnost ČEZ Obnovitelné zdroje, s.r.o. Na výstavbě se podílela společnost Sudop Praha. Elektrárna je připojena do distribuční sítě společnosti ČEZ Distribuce.
Podle společnosti ČEZ se v rámci této oblasti se s ohledem na přírodní podmínky jedná o jednu z nejvhodnějších lokalit k umístění zařízení pro výrobu elektřiny ze slunečního záření, když průměrný roční úhrn globálního záření zde dosahuje až 3,8 tisíce MJ/m². V roce 2011 elektrárna dodala 38 532 MWh elektrické energie, za které utržila 485 milionů Kč. Čistý zisk společnosti pak činil 136 mil. Kč.
ČEZ v roce 2013 zahájil jednání s městy Mimoň a Ralsko o případné koupi pozemků v rozloze 293 912 m², na nichž elektrárna stojí.

### Obvinění z daňového podvodu
V roce 2013 uvedl detektiv protikorupční policie při výslechu na Generální inspekci bezpečnostních sborů, že mu jeho vedení znemožnilo vyšetřovat prodej solárních elektráren společností Amun Re. V dubnu 2017 obvinila policie Martina Shenara v souvislosti s prodejem parku společností ČEZ, při kterém měl dle vrchního státního zástupce stát připravit o více než 70 milionů korun na daních. Podle obžaloby měl Shenar firmy spojené s elektrárnou koupit v roce 2009 a ve stejném roce je prodat společnosti ČEZ, tedy neměl splnit časový test pro osvobození daně z přjmů. Shenar se hájí tím, že společnosti koupil již v roce 2007.
V březnu 2018 však kauzu odložila. Později bylo stíhání obnoveno, v červenci 2019 byl Shenar ve věci obžalován, škoda byla v obžalobě vyčíslena na 76 mil. Kč. Městský soud v Praze podnikatele ve věci opakovaně osvobodil, nadřízený Vrchní soud v Praze ale rozsudky po odvoláních státní zástupkyně opakovaně zrušil. Pří třetím zrušení vrchní soud kauzu přikázal přidělit jinému senátu městského soudu, tuto část rozsudku však v červnu 2024 zrušil Ústavní soud.